# Ten Boer

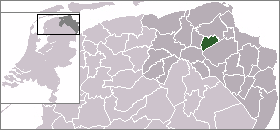
Ten Boers läge (grönt) i Groningen (mörkgrått).

Kommunens vapen (abbotskräklan hänvisar till medeltida kloster).

Ten Boer är en historisk kommun i provinsen Groningen i Nederländerna. Kommunens totala area är 45,71 km² (där 0,46 km² är vatten) och invånarantalet är på 7 206 invånare (2005).